# Fahad Al-Marri
Fahad Al-Marri (Catar, 1986) es un árbitro de fútbol de Catar que pertenece a la AFC. Fue designado árbitro internacional FIFA en el año 2012. Ha arbitrado algunos encuentros de la Liga de Campeones de la AFC.